# ISO 3166-2:LT
ISO 3166-2:LT — стандарт Міжнародної організації зі стандартизації, який визначає геокоди. Є частиною стандарту ISO 3166-2, що належать Литві. Стандарт охоплює всі десять повітів країни.

## Загальні відомості
Кожен геокод складається з двох частин: коду Alpha2 за стандартом ISO 3166-1 для Литви — LT та додаткового дволітерного коду, записаних через дефіс. Додатковий дволітерний код утворений із букв латинського алфавіту і як правило, співзвучний абревіатурі назви повіту. Геокоди повітів Литви є підмножиною коду домену верхнього рівня — LT, присвоєного Литві відповідно до стандартів ISO 3166-1.

## Геокоди Литви
Геокоди 10-х повітів адміністративно-територіального поділу Литви.
| Геокод | Адміністративна одиниця | Статус |
| ------ | ----------------------- | ------ |
| LT-AL  | Алітуський повіт        | повіт  |
| LT-VL  | Вільнюський повіт       | повіт  |
| LT-KU  | Каунаський повіт        | повіт  |
| LT-KL  | Клайпедський повіт      | повіт  |
| LT-MR  | Маріямпольський повіт   | повіт  |
| LT-PN  | Паневежиський повіт     | повіт  |
| LT-TA  | Тауразький повіт        | повіт  |
| LT-TE  | Тельшяйський повіт      | повіт  |
| LT-UT  | Утенський повіт         | повіт  |
| LT-SA  | Шяуляйський повіт       | повіт  |

## Геокоди прикордонних для Литви держав
- Латвія — ISO 3166-2:LV (на півночі),
- Білорусь — ISO 3166-2:BY (на південному сході),
- Польща — ISO 3166-2:PL (на південному заході),
- Росія — ISO 3166-2:RU (на південному заході, Калінінградська область).
- Швеція — ISO 3166-2:SE (на заході, морський кордон).